# White Bear Bay
White Bear Bay är en vik i Kanada.   Den ligger i provinsen Newfoundland och Labrador, i den östra delen av landet, 1 400 km öster om huvudstaden Ottawa.
Omgivningarna runt White Bear Bay är i huvudsak ett öppet busklandskap. Trakten runt White Bear Bay är nära nog obefolkad, med mindre än två invånare per kvadratkilometer.